# 2001年バレーボール男子北中米選手権
2001年バレーボール男子北中米選手権は、バルバドスで開催された第17回バレーボール北中米選手権男子大会。
7か国が参加。キューバが2大会ぶり13回目の優勝を飾った。優勝したキューバは2001年ワールドグランドチャンピオンズカップの出場権を獲得。

## 最終結果
| 順位 | 国             |
| ---- | -------------- |
| 1    | キューバ       |
| 2    | アメリカ合衆国 |
| 3    | カナダ         |
| 4    | ドミニカ共和国 |
| 5    | プエルトリコ   |
| 6    | メキシコ       |
| 7    | バルバドス     |